# Казальдуні
Казальдуні (італ. Casalduni) — муніципалітет в Італії, у регіоні Кампанія,  провінція Беневенто.
Казальдуні розташоване на відстані близько 200 км на схід від Рима, 65 км на північний схід від Неаполя, 17 км на північний захід від Беневенто.
Населення — 1395 осіб (2014).
Щорічний фестиваль відбувається 16 липня. Покровитель — Madonna del Carmelo.

## Демографія
Населення за роками:

Станом на 1 січня 2023 року в муніципалітеті офіційно проживало 18 іноземців з 5 країн, серед них 9 громадян країн Євросоюзу та 2 громадяни України.

## Сусідні муніципалітети
- Камполаттаро
- Франьєто-Монфорте
- Понте
- Понтеландольфо
- Сан-Лупо